# Лейте Сиза Виейра, Алвару
А́лвару Ле́йте Си́за Вие́йра (порт. Álvaro Leite Siza Vieira; род. 28 июля 1962, Порту) — португальский архитектор, сын архитектора Алвару Сиза Виейра.
Окончил архитектурный факультет Университета Порту (1994), занимался также в архитектурной мастерской Эдуарду Соуту де Моуры. Ассистировал своему знаменитому отцу начиная с 1987 года. Автор двух крупных проектов, реализация которых проходит в настоящее время: спортивного комплекса в Порту и Музея дизайна Фонда Мануэла Каргалейру.
Мировой резонанс вызвал построенный по проекту Лейте Сизы Виейры Дом Толу (порт. Casa Tóló) в местечке Лугар-даш-Карвальиньяш (близ города Рибейра-де-Пена): по мнению американского специалиста Джона Хилла,

Сиза Виейра создал дом, примечательный во многих отношениях: у него почти нет переднего и заднего фасадов, являющихся основными характеристиками большинства жилых домов, да и вообще архитектурных сооружений, он вступает в доверительные отношения с тяжёлым для архитектора ландшафтом… Как и большинство выдающейся архитектуры, он добивается труднодостижимого эффекта: в одно и то же время выглядеть свежо — и вневременно.

Дом Толу был представлен на архитектурном биеннале в Сан-Паулу и отмечен рядом премий, в том числе российской Архитектурной премией (2007) в номинации «Новаторство. Индивидуальный жилой дом».